# Annet Mahendru
Annet Mahendru, właśc. Anita Devi Mahendru (ur. 21 sierpnia 1989 w Kabulu) – amerykańska aktorka rosyjsko-hinduskiego pochodzenia, która wystąpiła m.in. w serialach Zawód: Amerykanin, The Following, Tyran i The Walking Dead: Nowy świat.

## Filmografia

### Filmy
| Rok  | Tytuł                           | Rola           | Uwagi       |
| ---- | ------------------------------- | -------------- | ----------- |
| 2006 | The Art of Love                 | Kala           | krótkometr. |
| 2008 | El Padrino 2                    | żona Serge'a   |             |
| 2009 | Erza: Fear of a Faceless God    | Erza           |             |
| 2010 | Ungu                            | Narrator       | krótkometr. |
| 2010 | Duel of the Overmen             | Ausler         | krótkometr. |
| 2011 | El Padrino II: Border Intrusion | żona Serge'a   |             |
| 2011 | American Badass: Bernie's Back! | Janet          |             |
| 2011 | The Hollow                      | Katie          | krótkometr. |
| 2011 | Missed Call                     | Steph          | krótkometr. |
| 2011 | Love, Gloria                    | Katie          |             |
| 2011 | Almaz                           | Natasha        | krótkometr. |
| 2012 | Got Rights?                     | Afganka        | krótkometr. |
| 2012 | Captain Planet 4                | Scripty        | krótkometr. |
| 2013 | Escape from Tomorrow            | Isabelle       |             |
| 2013 | Metropolitan Stories            | Esmeralda      | krótkometr. |
| 2014 | Bridge and Tunnel               | Kelly Jones    |             |
| 2014 | Smokey Eyes                     | Barbara        | krótkometr. |
| 2014 | Pingwiny z Madagaskaru          | Eva            | głos        |
| 2015 | Sally Pacholok                  | Sally Pacholok |             |
| 2017 | Romance in the Digital Age      | Annet          |             |
| 2022 | Manifest West                   | Alice Hayes    |             |
| 2022 | Father Stu                      | Mary           |             |

### Telewizja
| Rok     | Tytuł                        | Rola                   | Uwagi          |
| ------- | ---------------------------- | ---------------------- | -------------- |
| 2006    | Love Monkey                  | Groupie                | 1 odc.         |
| 2006    | Conviction                   | Kelnerka               | 1 odc.         |
| 2007    | Ekipa                        | French Girlfriend      | 1 odc.         |
| 2011    | Torchwood: Web of Lies       | Pilot                  | głos; 1 odc.   |
| 2011    | Big Time Rush                | księżniczka Svetlana   | 1 odc.         |
| 2011    | Dwie spłukane dziewczyny     | Robin                  | 1 odc.         |
| 2012    | Mike i Molly                 | stewardesa             | 1 odc.         |
| 2013–16 | Zawód: Amerykanin            | Nina Sergeevna Krilova | 35 odc.        |
| 2013    | Czarna lista                 | Agentka Rosen          | 2 odc.         |
| 2013    | Białe kołnierzyki            | Katya                  | 1 odc.         |
| 2014    | Chirurdzy                    | Ana                    | 1 odc.         |
| 2015    | The Following                | Eliza                  | 4 odc.         |
| 2016    | Z Archiwum X                 | Sveta                  | 1 odc.         |
| 2016    | Tyran                        | Nafisa Al-Qadi         | 8 odc.         |
| 2017    | Neo Yokio                    | Mila Malevich          | 2 odc.         |
| 2018    | Zabójcza broń                | Layla Khudari          | 1 odc.         |
| 2018    | The Romanoffs                | Elena Evanovich        | 1 odc.         |
| 2020–21 | The Walking Dead: Nowy świat | Huck                   | w gł. obsadzie |
| 2020    | Syn marnotrawny              | Fiona                  | 1 odc.         |